# Erec chadaša
Erec chadaša (hebrejsky ארץ חדשה ; doslova „Nová země“) je izraelská mimoparlamentní radikálně levicová politická strana vzniklá roku 2012.

## Program a historie strany

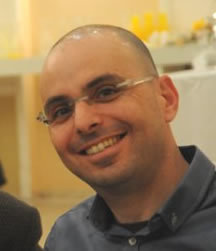
Předseda strany Eldad Janiv

Stranu založil koncem roku 2012 Eldad Janiv, který se předtím angažoval v hnutí ha-Smol ha-le'umi (Národní levice). Programově se nová strana profilovala jako radikální kritik korupce, ekonomického systému i okupace. Kritizuje propojení byznysu a politiky. Vymezuje se proti kapitalismu, ale odmítá se jednoznačně definovat na pravolevé ose. Strana podporuje vznik palestinského státu a rovné zacházení s izraelskými Araby. Do činnosti nové formace se zapojil kromě Eldada i režisér Rani Blair. Kvůli nedostatku peněz i s ohledem na cílovou skupinu se strana rozhodla vést kampaň na sociálních sítích, nikoliv formou klasických plakátů.
Strana se účastnila předčasných parlamentních voleb v lednu 2013. Se ziskem 28 080 hlasů (0,74 %) ovšem nedosáhla na parlamentní zastoupení.